# Eduard Gerhard
Friedrich Wilhelm Eduard Gerhard, född 29 november 1795 i Posen, död 12 maj 1867 i Berlin, var en tysk arkeolog.
Han fick 1822 av preussiska regeringen understöd för en resa till Italien, för att där studera klassisk arkeologi och göra uppköp av konstföremål för museer i Berlin. Sedan vistades han i Italien till 1837, då han företog en studieresa till Grekland.
Därefter vistades han med få avbrott i Berlin. På hans initiativ inrättades 1829 i Rom "Instituto di correspondenza archeologica", av vars centraldirektion han blev en ständig medlem. År 1844 utnämndes han till professor vid universitetet i Berlin.
Bland hans många arbeten utmärks Antike Bildwerke (1827-44), Auserlesene griechische Vasenbilder (4 band, 1839-58), Etruskische Spiegel (4 band, 1843-68; sedan 1884 fortsatt av Klügmann och Körte) samt en mängd beskrivningar över minnesmärken av olika slag från antiken.
|  | Wikisource har originalverk relaterade till Eduard Gerhard. |